# Robert Léris
Pour les articles homonymes, voir Léris.
Robert Léris est un sculpteur français né le 21 mai 1928 à Toulouse et mort le 24 janvier 2009 à Bordeaux.

## Biographie
Robert Léris naît en 1928. Après avoir longtemps exercé comme décorateur, il se consacre à la sculpture à partir de 1975. Il utilise pour ses œuvres de la ferraille récupérée, qu'il déforme et soude à l'instar de César ou de Tinguely dont il est proche,. Ses sculptures, riches de détails, représentent souvent de frêles personnages fantasmagoriques, partiellement engoncés dans des armures de science-fiction et parfois montés sur des machines mécaniques. L'expression de leur visage, leurs mains tendues sont caractéristiques de ses créations. 
Il meurt en 2009[source insuffisante].